# Den danske folkehøjskole
Den danske folkehøjskole er en dansk dokumentarfilm fra 1944, der er instrueret af Svend Methling efter manuskript af Harald Engberg.

## Handling
I anledning af den grundtvigske højskoles 100 års jubilæum i 1944 lavede man denne hyldest til en kulturhistorisk bedrift. I et roligt fremadskridende, klassisk filmsprog med ofte iscenesatte rekonstruktioner fortælles om højskolernes åndelige forudsætninger, om bestræbelser i tiden, og om det liv, der udfoldede sig, når bønderkarle og piger mødte den faderlige, grundtvigske ånd.